# جاي د. دوربن
جاي د. دوربن (بالإنجليزية: J. D. Durbin)‏ هو لاعب كرة قاعدة أمريكي، ولد في 24 فبراير 1982 في بورتلاند في الولايات المتحدة.

## وصلات خارجية
- جاي د. دوربن على موقع دوري كرة القاعدة الرئيسي (الإنجليزية)
- جاي د. دوربن على موقع الدوري الياباني لكرة القاعدة (الإنجليزية)
- جاي د. دوربن على موقعبيزبول رفرنس.كوم (الدوري الرئيسي) (الإنجليزية)
- جاي د. دوربن على موقعبيزبول رفرنس.كوم (الدوري الثانوي) (الإنجليزية)
- جاي د. دوربن على موقع إي إس بي إن.كوم (أم.أل.بي) (الإنجليزية)
- جاي د. دوربن على موقع مشجعي الرسوم البيانية (الإنجليزية)